# Consort Yu
En aquest nom xinès, el cognom és Yu.
Consort Yu (xinès tradicional: 虞姬, xinès simplificat: 虞姬, pinyin: Yú Jī; morta el 202 aEC), nom personal Yu Miaoyi, popularment coneguda com a "Yu la Bella" (虞美人), era la concubina de Xiang Yu.

## Biografia
La data de naixement de Yu era desconeguda i hi ha dos relats respecte al seu origen. El primer diu que era procedent del Llogaret Yanji (顏集鄉) al Comtat de Shuyang, mentre que l'altre afirma que ella era de Changshu a Suzhou, però tots dos relats assenyalaven que havia nascut a l'actual Jiangsu.
En el 209 aEC, Xiang Yu i el seu oncle Xiang Liang van començar una revolta per enderrocar la Dinastia Qin. El germà major de Yu, Yu Ziqi, estava servint llavors a l'exèrcit de Xiang com a general militar. Yu va conèixer a Xiang Yu, va enamorar-se d'ell i es va convertir en la seva concubina. Des d'aleshores, va seguir a Xiang, fins i tot durant les seves campanyes militars, i es va negar a quedar-se enrere.
En 202 aEC, Xiang Yu va ser assetjat en la batalla de Gaixia per les forces combinades de Liu Bang (Rei de Han), Han Xin i Peng Yue. L'exèrcit Han va començar a cantar cançons populars de la terra nativa de Xiang, Chu, per crear la falsa impressió que havien capturat Chu. La moral de les tropes de Xiang es va desplomar i diversos soldats van desertar. Desesperat, Xiang es lliurà a l'alcohol i va cantar la famosa Cançó de Gaixia per expressar el seu pesar. Yu realitzà una dansa d'espases i va cantar una estrofa en agraïment. Per evitar que Xiang fóra distret pel seu amor per ella, Yu es va suïcidar amb l'espasa de Xiang després de cantar. Ell va ser soterrada a Gaixia.
Una "Tomba de la Consort Yu" es troba en l'actual Comtat de Lingbi, província d'Anhui.

## Cançó de la Consort Yu
Aquest versicle va ser cantat per Yu després que Xiang Yu havia cantat la Cançó de Gaixia. Ella es va suïcidar amb l'espasa de Xiang després de cantar.
| 漢兵已略地， | L'exèrcit Han ha conquerit la nostra terra; |
| 四面楚歌聲。 | Estem envoltats per cançons de Chu;         |
| 大王義氣盡， | L'esperit del meu senyor és escàs;          |
| 賤妾何聊生。 | Llavors per què hauria de viure?            |

## En la cultura popular
El romanç de Xiang Yu i la Consort Yu ha estat objecte d'obres de teatre, pel·lícules i sèries de TV, encara que no es va registrar molt sobre Yu en la història. La història s'escenifica a l'escenari en el clàssica òpera pequinesa Farewell My Concubine. Una novel·la del mateix títol de Lilian Lee va ser adaptada a una pel·lícula premiada de Chen Kaige amb el nom també de Farewell My Concubine. Els poetes Su Shi, He Pu i Yuan Mei han escrit poemes sobre Yu també.